# 清忠王
清忠王（きよただおう、生没年不詳）は、平安時代中期の皇族。系譜は明らかでないが、平安時代初期から前期にかけての天皇（嵯峨天皇～清和天皇）の玄孫と想定される。

## 経歴
村上朝の康保元年（964年）参議・藤原朝成が所領である伊賀国名張郡薦生牧（現在の三重県名張市薦生）を荘園化しようとしたが、当地は周囲を東大寺領に囲まれていたため、東大寺側は当地は東大寺領内にあると主張し、荘園化に反対した。ここで、清忠王は朝成の指示を受けて現地調査に赴くと、大和国山辺郡都介郷刀禰の六人部広吉ら現地の下級役人の証言に基づいて、9月下旬に東大寺の主張を誤りとする調査報告書『号東大寺所領板蝿杣四至紕繆状』を作成する。
11月中旬に東大寺側はこの報告書に基づき朝成の主張を認め、同月下旬に朝成は薦生牧の立券に成功した。
応和4年（964年）従四位下の位階を持つ清忠王が出雲国より位禄を与えられた記録がある。しかし、当時四世王が六位または五位から累進して従四位下まで昇叙されることは極めて困難として、この清忠王は別人と考えられる。

## 系譜
『号東大寺所領板蝿杣四至紕繆状』に「四世清忠王」との記載があることから天皇の玄孫であることがわかる。どの天皇の後裔かは明らかでないが、四代を80年～160年と仮定すると嵯峨天皇（774年生）～清和天皇（850年生）の玄孫と想定される。なお、仁明天皇の曾孫である平佐忠（康保3年〔966年〕肥前守任官）の子に清忠がおり、これを比定できる可能性もある。